# Ibiza
 Ovo je glavno značenje pojma Ibiza. Za istoimeni grad na ovom otoku pogledajte Ibiza (grad).
Ibiza (Službeni katalonski naziv: Eivissa) jedan od Balearskih otoka koji se nalaze u Sredozemnom moru, 79 km od obale Valencije u Španjolskoj. Otoci Ibiza i Formentera te otočići koji ih okružuju, čine arhipelag Illes Pitiüses ("Otoci borova"). 
Veći gradovi na otoku su Ibiza (Vila d'Eivissa), Santa Eularia des Riu i Sant Antoni de Portmany. Najviša točka na otoku je S Talaiassa visine 475 metara nadmorske visine.
Otok je najpoznatiji po ljetnim klupskim zabavama koje privlače veliki broj mladih turista, no otok u posljednje vrijeme teži odbaciti svoju reputaciju isključive destinacije za zabavljanje mladih. Značajni klubovi su: Space, Pacha, Privilege (ex Ku), Amnesia, DC10, Eden, i Es Paradis, dok je najpoznatiji na toku, Café del Mar.
Iako je najpoznatiji po svojim zabavama, veliki dijelovi otoka su na UNESCOovom popisu svjetske baštine pod nazivom "Bioraznolikost i kultura Ibize".

## Povijest
God. 654., Feničani su na ovom otoku osnovali luku koju su prema egipatskom bogu glazbe i plesa Besu, nazvali Ibossim ili Ibošim. Rimljani su je kasnije zvali Ebusus ili Ebysos. Nakon što je Fenicija pala pod najezdom Asiraca, Ibiza je pala pod vlast Kartage, također feničke kolonije. Na otoku su se proizvodile boje za tkanine, sol, riblji sos (garum) i vuna. Oko 400. pr. Kr. izgrađen je hram božici Tanit u špilji Es Culleram i ostali balerski otoci su se priključili trgovini koja se vodila s Ibize. Ibiza je postala vodećom trgovačkom lukom na zapadnom Sredozemlju i počela je osnivati svoje ispostaje kao što je Na Guardis na Majorci.
Tijekom Drugog punskog rata, 209. pr. Kr., otok su napala dva brata obitelji Scipio, ali je otok ostao vjeran Kartagi. Kako su Kartažani gubili Iberijski poluotok, Ibiza je poslužila generalu Magou kao opskrbna postaja prije bijega na Minorcu i poslije u Ligurniju. Ibiza je uspjela osigurati povoljan sporazum s Rimskom Republikom te je pošteđena stradanja i sačuvala je punske institucije sve do uspostave Rimskog Carstva kada je postala rimskim municipiumom (općinom). Tijekom Rimskog Carstva Ibiza je ostala mirnom carskom lukom, daleko od važnijih trgovačkih putova.
Nakon pada Zapadnog Rimskog Carstva, otokom su nakratko zavladali Vandali, pa potom Bizantsko Carstvo, da bi je 902. godine osvojili Mauri. Tijekom islamske vlasti Ibiza je administrativno bila spojena s najbližim gradom na iberijskoj obali, Déniom, u tzv. taifu Denia.
U proljeće 1110. godine Ibizu, zajedno s otocima Formentera i Menorca, napao je norveški kralj Sigurd I. na svom putu u križarski pohod na Jeruzalem. To je učinio kako bi oslabio muslimansku vlast na Iberskom poluotoku. Ibizu je naposljetku osvojio aragonski kralj Jakov I. Aragonski 1235. godine i od tada je otok imao svoju samoupravu. No, Filip V., kralj Španjolske je ukinuo lokalnu vladu i autonomiju otoka, što je potrajalo sve do 1970-ih kada je usvojen ustav Baleara kojim im je zajamčena autonomija.

## Znamenitosti
Gornji grad Ibize, koji je ujedno i najstariji, je izvanredan primjer utvrđene akropole koja je izvanredno sačuvana u načinu na koji njezini zidovi i urbano tkivo uspješno odražavaju najranije feničko naselje, s arapskim i katalonskim renesansnim tornjevima. Dugogodišnja izgradnja zidina nije uništila nacrte ulica, već ih je uklopila u posljednjim fazama. Nedirnute renesansne utvrde iz 16. stoljeća su izgrađene u talijanskom stilu koji se može naći širom Novog svijeta.
Na jugozapadnoj padini Gornjeg grada nalazi se feničko-punsko groblje Puig des Molins koje je korišteno do kraja rimskog razdoblja. U njemu je otkriven običaj spremanja pepela pokojnika u prerodne niše u stijenama (grotto) iz 6. stoljeća pr. Kr., dok su kasnije kopane umjetne niše i grobne komore. U nekima su pronađeni i obiteljski monolitni sarkofazi i grobne figure i drugi kultni predmeti. Na terasama groblja su čak posađeni maslinici kako bi se iskoristila vlažnost podzemnih prostorija.
Arheološkim iskapanjima otkriveni su arapski utjecaji na izgled grada. Naime otkriven je zemljani zid medine (središte grada) s uskim ulicama koje su povezivale kuće s prozorima na privatno dvorište koja su s druge tri strane zatvoreni zidovima. Katalonski utjecaj je očitiji s dvorcem iz 13. stoljeća koji je dograđen u 16. stoljeću i gotičkom katedralom u središtu grada.
Fenički arheološki lokalitet S Caleta je zapravo naselje pored mjesta ekstrakcije soli koje je napušteno 590. pr. Kr. kako bi se osnovao grad Ibiza, a kasnije je erodiralo u more. Njegove razbacane kvadratične kuće su bile povezane nepravilnim ulicama i trokutastim trgovima, i u njima je živjelo oko 800 stanovnika koji su imali pravednu društvenu strukturu i gospodarstvo utemeljeno na poljoprivredi, metalurgiji, soli i ribarstvu.
U blizini se nalaze i drugi fenički spomenici poput drevne cisterne, ali i muslimansko groblje, te ruševine kršćanske kapele. U području Ses Feixes, nasuprot Gornjeg grada, nalazi se originalni sustav navodnjavanja koji se sastoji od podjele parcela na kvadrate mrežom kanala koji su ujedno i skupljali vodu i navodnjavali polja.
Na kraju, na južnom vrhu otoka nalazi se kulturni krajolik Las Salinas koji se sastoji od stoljetnih sustava kanala, nasipa i brana kojima je stvoreno vlažno područje iznimne ljepote i ekološke važnosti za bioraznolikost s karakterističnom florom i faunom.
Također, evolucija morske obale Ibize je jedan od najboljih primjera utjecaja Posidonije i njezine interakcije s obalnim i morskim ekosustavima.
- Satelitska snimka otoka Ibiza i Formentera
- Gornji grad, Ibiza
- Katedrala sv. Petra
- Druga strana grada
- Jedna od grobnica
- Sant Miquel

## Vanjske poveznice
- Eivissa i Formentera zauvijek  Arhivirana inačica izvorne stranice od 21. lipnja 2012. (Wayback Machine) izložba Katalonskog sveučilišta (engl.)
- Eivissa službene stranice svjetske baštine (šp.) (engl.) (njem.)